# ZZ Packer

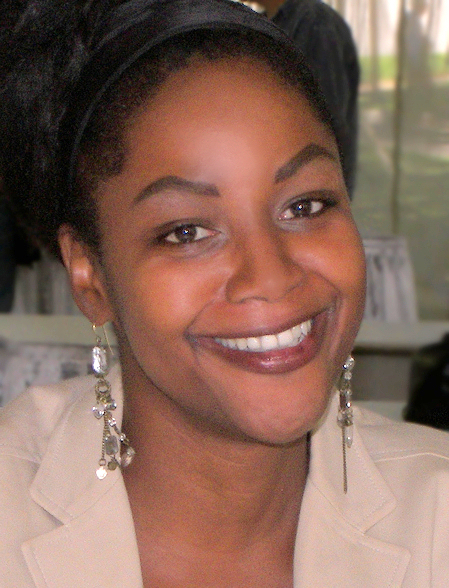
ZZ Packer (2009)

Zuwena Packer (ur. 12 stycznia 1973 w Chicago) – amerykańska pisarka. 
Czarnoskóra Packer dorastała w Atlancie i Louisville. Ukończyła studia na Uniwersytecie Yale (licencjat) oraz Uniwersytecie Johnsa Hopkinsa (MA) i Uniwersytecie Iowa (MFA). Swoje teksty w czasopismach publikowała już jako nastolatka. Opowiadania jej autorstwa publikował The New Yorker, zdobyły one szereg nagród. W 2003 złożyły się na debiutancką książkę Drinking coffee elsewhere. W Polsce zbiór ośmiu opowiadań ukazał się pod tytułem Pijąc kawę gdzie indziej. Packer opisuje w nich życie w różnych miastach Wschodniego Wybrzeża Stanów Zjednoczonych z perspektywy dzielnic zamieszkanych przez Afroamerykanów. Często głównym bohaterem jest dorastająca dziewczyna.

## Polskie przekłady
- Pijąc kawę gdzie indziej (Drinking coffee elsewhere 2003)